# Grupo Mercado Común

Bandera del Mercosur

El Grupo Mercado Común (GMC) es el órgano ejecutivo del Mercosur y el que se encarga de dirigir el bloque entre las reuniones semestrales que realiza el Consejo del Mercado Común (CMC), el órgano superior del cual depende. 
Fue creado por el Tratado de Asunción (arts. 13-15) en 1991, pero adoptó su actual estructura y funciones por el Protocolo de Ouro Preto (arts. 10-15).

## Competencia

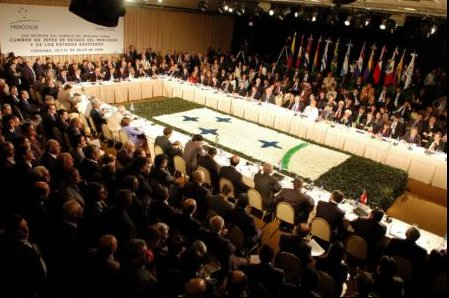
Cumbre del Mercosur, 2006.

El Grupo Mercado Común es el órgano ejecutivo del Mercosur y el responsable de ejecutar las decisiones del CMC. En su ámbito se desenvuelven los Subgrupos de Trabajo (SGT), organismos bajo su dependencia encargados que analizar y proponer decisiones sobre todas las cuestiones relacionadas con la integración, con excepción de los temas aduaneros y arancelarios que corresponden a la Comisión de Comercio del Mercosur (CCM). 
Es uno de los tres órganos decisorios del Mercosur (los otros dos son el Consejo del Mercado Común y la Comisión de Comercio del Mercosur). Sus normas se denominan Resoluciones y son de aplicación obligatoria en los países miembros. Como todas las normas que se adoptan en el Mercosur deben realizarse por consenso de todos los países miembros y sin que falte ninguno (art. 37 del Protocolo de Ouro Preto).
Cuando el Grupo Mercado Común considera que un tema es de especial importancia, puede elevar una recomendación al Consejo del Mercado Común (CMC), proponiendo la sanción de una Disposición por parte de este último. 
El GMC ha creado para organizar sus actividades Subgrupos de Trabajo (SGT) para encarar las grandes áreas de trabajo, y Reuniones Especializadas (RE), cuando el tema merece una tensión especial. Los Subgrupos de Trabajo y las Reuniones Especializadas realizan recomendaciones al GMC, con el fin de que este sancione una Resolución, si el tema es muy importante, sea elevada la recomendación al Consejo, para que se adopte una Decisión.
El Grupo es el encargado también de aprobar el presupuesto, elegir al Secretario de la Secretaría Administrativa del Mercosur y la supervision su tarea.

## Integración
El Grupo Mercado Común (GMC) está integrado por cinco miembros titulares y cinco miembros alternos por país, designados por los respectivos Gobiernos, entre los cuales deben constar obligatoriamente representantes de los Ministerios de Relaciones Exteriores, de los Ministerios de Economía (o equivalentes) y de los Bancos Centrales (art. 11 del Protocolo de Ouro Preto).
La Decisión del Consejo del Mercado Común N° 12/12 estableció la estructura actual dependiente del Grupo Mercado Común y los criterios generales que orientan la creación de futuros órganos que queden comprendidos bajo su órbita. En este sentido, determinó que la estructura del GMC está integrada por las siguientes categorías de órganos: Grupos, Subgrupos de Trabajo, Grupos Ad Hoc y Reuniones Especializadas
El GMC tiene un presidente, que debe rotar entre los estados cada seis meses.

## Funcionamiento
El Grupo debe reunirse cuantas veces sea necesario, debiendo pautar reuniones ordinarias y recurrir a las extraordinarias en caso necesario.
Las decisiones, como todas las decisiones que se toman en el Mercosur deben realizarse por consenso de todos los países miembros y sin que falte ninguno (art. 37 del Protocolo de Ouro Preto).

## Los Subgrupos de Trabajo (SGT)
En el ámbito del Grupo funcionan los Subgrupos de Trabajo una instancia importante del funcionamiento del Mercosur.